# Rufus Sewell
Rufus Frederick Sewell (ur. 29 października 1967 w Twickenham) – brytyjski aktor teatralny, filmowy i telewizyjny.

## Życiorys

### Wczesne lata
Urodził się w Twickenham, dzielnicy Londynu Richmond upon Thames, w hrabstwie Middlesex jako syn walijskiej artystki i kelnerki Jo (Michell) i australijskiego animatora filmów Williama Sewella, który współpracował przy Lucy in the Sky with Diamonds dla The Beatles. Dorastał wraz ze swoim bratem Casparem w Twickenham. Kiedy miał dziesięć lat zmarł jego ojciec. W 1984 ukończył Orleans Park School. Przez trzy lata uczęszczał do Central School of Speech and Drama w Londynie.

### Kariera
Za swój debiutancki występ na londyńskiej scenie w sztuce Stworzenie tego lepszego (Making It Better) otrzymał nagrodę Best Newcomer Award, a rola Septimusa Hodge w spektaklu Arcadia przyniosła mu nominację do nagrody Olivera. W 1995 roku zabłysnął rolą Owena na Broadwayu w przedstawieniu Translacja (Translations), za którą odebrał Theatre World Award.
Po raz pierwszy pojawił się na małym ekranie w dramacie telewizyjnym BBC Ostatni romantycy (The Last Romantics, 1991) u boku Iana Holma i Alana Cumminga, a niedługo potem trafił na duży ekran w dramacie Dwadzieścia jeden (Twenty-One, 1991) z Patsy Kensit. Wystąpił w serialu Miasteczko Middlemarch (Middlemarch, 1993) na podstawie powieści George’a Eliota, dramacie Zwycięstwo (Victory, 1995) u boku Willema Dafoe, Irène Jacob i Sama Neilla, adaptacjach sztuk szekspirowskich telewizyjnej BBC Henryk IV (Henry IV, 1995) oraz kinowej Kennetha Branagha Hamlet (1996) jako Fortinbras. Zwrócił na siebie uwagę rolą ściganego za serię brutalnych mordów, który nie wie, czy ich dokonał w thrillerze sci-fi Mroczne miasto (Dark City, 1998).
W telefilmie fantasy Hallmark/ABC Baśnie tysiąca i jednej nocy (Arabian nights, 2000) zagrał baśniową postać Ali Baby, w telewizyjnej adaptacji poematu Homera Helena Trojańska (Helen of Troy, 2003) wystąpił jako Agamemnon. Za kreację Petruchio, wielbiciela Katarzyny w telewizyjnej ekranizacji szekspirowskiej Poskromienie złośnicy (ShakespeaRe-Told – ShakespeaRe-Told, 2005) zdobył nominację do nagrody Brytyjskiej Akademii Filmowej (BAFTA).
Wystąpił w serialach telewizyjnych, m.in. w 2016 w Wiktorii (Victoria) jako lord Melbourne, a w latach 2015–2019 w 40 odcinkach Człowieka z Wysokiego Zamku (The Man in the High Castle).

## Życie prywatne
Spotykał się z Kate Winslet (1995–1996), Heleną Bonham Carter (1999) i Donną Air (2000). Był dwukrotnie żonaty: z Yasmin Abdallah (od 24 marca 1999 do 2000) i Amy Gardner (od 7 lutego 2004 do 2006), z którą ma syna Williama Douglasa (ur. 18 marca 2002). Potem był związany z Alice Eve (2006–2008).

## Filmografia
| Filmy |                                         |                                 |                    |                        |               |
| Rok   | Tytuł oryginalny                        | Tytuł polski                    | Rola               | Uwagi                  | Źr            |
| 1991  | Twenty-One                              | Dwadzieścia jeden               | Bobby              |                        | [ 11 ] [ 12 ] |
| 1993  | Dirty Weekend                           | –                               | Tim                |                        | [ 11 ]        |
| 1994  | A Man of No Importance                  | Nieważny człowiek               | Robbie Fay         |                        | [ 11 ] [ 12 ] |
| 1995  | Carrington                              | –                               | Mark Gertler       |                        | [ 11 ] [ 12 ] |
| 1996  | Hamlet                                  | –                               | Fortinbras         |                        | [ 11 ] [ 12 ] |
| 1996  | Victory                                 | Zwycięstwo                      | Martin Ricardo     |                        | [ 11 ] [ 12 ] |
| 1997  | The Woodlanders                         | Co do mnie czujesz?             | Giles Winterbourne |                        | [ 11 ] [ 12 ] |
| 1998  | Dangerous Beauty                        | Uczciwa kurtyzana               | Marco Venier       |                        | [ 11 ]        |
| 1998  | Dark City                               | Mroczne miasto                  | John Murdoch       |                        | [ 11 ] [ 12 ] |
| 1998  | The Very Thought of You                 | –                               | Frank              |                        | [ 12 ]        |
| 1998  | Illuminata                              | –                               | Dominique          |                        | [ 11 ] [ 12 ] |
| 1998  | At Sachem Farm                          | Wyższość uczuć                  | Ross               |                        | [ 11 ] [ 12 ] |
| 1999  | In a Savage Land                        | Dziki ląd                       | Mick Carpenter     |                        | [ 11 ] [ 12 ] |
| 1999  | Martha, Meet Frank, Daniel and Laurence | Marta i Wielbiciele             | Frank              |                        | [ 11 ]        |
| 2000  | Bless the Child                         | Próba sił                       | Eric Stark         |                        | [ 11 ] [ 12 ] |
| 2001  | A Knight’s Tale                         | Obłędny rycerz                  | hrabia Adhemar     |                        | [ 11 ] [ 12 ] |
| 2002  | Extreme Ops                             | Ekstremiści                     | Ian                |                        | [ 11 ] [ 12 ] |
| 2003  | Victoria Station                        | –                               | taksówkarz         | film krótkometrażowy   | [ 11 ]        |
| 2005  | The Legend of Zorro                     | Legenda Zorro                   | hrabia Armand      |                        | [ 11 ] [ 12 ] |
| 2006  | Tristan and Isolde                      | Tristan i Izolda                | lord Marke         |                        | [ 11 ] [ 12 ] |
| 2006  | The Illusionist                         | Iluzjonista                     | książę Leopold     |                        | [ 11 ] [ 12 ] |
| 2006  | Paris, je t'aime                        | Zakochany Paryż                 | William            | część: „Père-Lachaise” | [ 11 ] [ 12 ] |
| 2006  | Amazing Grace                           | Głos wolności                   | Thomas Clarkson    |                        | [ 11 ] [ 12 ] |
| 2006  | The Holiday                             | –                               | Jasper Bloom       |                        | [ 11 ] [ 12 ] |
| 2008  | Downloading Nancy                       | Gdzie jest Nancy?               | Albert Stockwell   |                        | [ 11 ] [ 12 ] |
| 2008  | Vinyan                                  | –                               | Paul Bellmer       |                        | [ 11 ] [ 12 ] |
| 2010  | The Tourist                             | Turysta                         | Anglik             |                        | [ 11 ] [ 12 ] |
| 2012  | Abraham Lincoln: Vampire Hunter         | Abraham Lincoln. Łowca wampirów | Adam               |                        | [ 11 ] [ 12 ] |
| 2012  | Hotel Noir                              | –                               | Felix              |                        | [ 11 ] [ 12 ] |
| 2013  | All Things to All Men                   | Śmiertelna gra                  | Jonathan Parker    |                        | [ 11 ] [ 12 ] |
| 2013  | I'll Follow You Down                    | –                               | Gabriel            |                        | [ 11 ] [ 12 ] |
| 2013  | The Sea                                 | –                               | Carlo Grace        |                        | [ 11 ] [ 12 ] |
| 2014  | Hercules                                | Herkules                        | Autolykos          |                        | [ 11 ] [ 12 ] |
| 2014  | The Devil’s Hand                        | Dotyk zła                       | Jacob Brown        |                        | [ 11 ] [ 12 ] |
| 2015  | Blinky Bill the Movie                   | Bystry Bill                     | sir Claude (głos)  |                        | [ 11 ] [ 12 ] |
| 2016  | Gods of Egypt                           | Bogowie Egiptu                  | Urshu              |                        | [ 11 ] [ 12 ] |
| 2019  | Judy                                    | Judy                            | Sidney Luft        |                        | [ 11 ] [ 12 ] |
| 2020  | The Father                              | Ojciec                          | Paul               |                        | [ 11 ] [ 12 ] |
| 2021  | Old                                     | –                               | Charles            |                        | [ 11 ] [ 12 ] |
|       | Scoop                                   | –                               | książę Andrew      | nadchodzący film       | [ 11 ]        |

| Produkcje telewizyjne |                                         |                               |                                 |                                      |               |
| Rok                   | Tytuł oryginalny                        | Tytuł polski                  | Rola                            | Uwagi                                | Źr            |
| 1992                  | Gone to Seed                            | –                             | Billy                           | 6 odcinków                           | [ 11 ]        |
| 1992–1994             | Screen Two                              | –                             | Mike Costain Clive              | 2 odcinki                            | [ 11 ]        |
| 1994                  | Middlemarch                             | Miasteczko Middlemarch        | Will Ladislaw                   | 6 odcinków                           | [ 11 ]        |
| 1994                  | Citizen Locke                           | –                             | Midshipman Clarke               | film telewizyjny                     | [ 11 ]        |
| 1995                  | Cold Comfort Farm                       | Farma na odludziu             | Seth Starkadder                 | film telewizyjny                     | [ 11 ] [ 12 ] |
| 1995                  | Performance                             | –                             | Harry Percy                     | odcinek: „Henry IV, Part 1”          | [ 11 ]        |
| 2000                  | Arabian Nights                          | Baśnie tysiąca i jednej nocy  | Ali Baba                        | miniserial telewizyjny               | [ 11 ] [ 12 ] |
| 2001                  | Mermaid Chronicles Part 1: She Creature | Syrena                        | Angus Shaw                      | film telewizyjny                     | [ 11 ] [ 12 ] |
| 2003                  | Helen of Troy                           | Helena Trojańska              | Agamemnon                       | miniserial telewizyjny               | [ 11 ] [ 12 ] |
| 2003                  | Charles II: The Power and the Passion   | Karol II: Władza i namiętność | król Karol II                   | 4 odcinki                            | [ 11 ] [ 12 ] |
| 2004                  | Taste                                   | –                             | Michael Kuhleman                | film telewizyjny                     | [ 11 ]        |
| 2005                  | ShakespeaRe-Told                        | –                             | Petruchio                       | odcinek: „The Taming of the Shrew”   | [ 11 ] [ 12 ] |
| 2006                  | 9/11: Out of the Blue                   | –                             | The Man                         | film telewizyjny                     |               |
| 2008                  | John Adams                              | –                             | Alexander Hamilton              | 2 odcinki                            | [ 11 ]        |
| 2008–2009             | Eleventh Hour                           | Jedenasta godzina             | dr Jacob Hood                   | 18 odcinków                          | [ 11 ]        |
| 2010                  | The Pillars of the Earth                | Filary Ziemi                  | Tom Builder                     | 5 odcinków                           | [ 11 ]        |
| 2011                  | Zen                                     | Detektyw Zen                  | Aurelio Zen                     | 3 odcinki                            | [ 11 ] [ 12 ] |
| 2012                  | Parade's End                            | Koniec defilady               | Reverend Duchemin               | 3 odcinki                            | [ 11 ]        |
| 2012                  | Restless                                | Bez wytchnienia               | Lucas Romer                     | 2 odcinki                            | [ 11 ] [ 12 ] |
| 2015                  | Killing Jesus                           | Zabić Jezusa                  | Józef Kajfasz                   | film telewizyjny                     | [ 11 ] [ 12 ] |
| 2016                  | Secret History                          | –                             | narrator                        | odcinek: „China's Forgotten Emperor” | [ 11 ] [ 12 ] |
| 2016–2017             | Victoria                                | Wiktoria                      | lord Melbourne                  | 7 odcinków                           | [ 11 ] [ 12 ] |
| 2018                  | The Marvelous Mrs. Maisel               | Wspaniała pani Maisel         | Declan Howell                   | odcinek: „Look, She Made a Hat”      | [ 11 ]        |
| 2014–2019             | The Man in the High Castle              | Człowiek z Wysokiego Zamku    | SS Obergruppenführer John Smith | 40 odcinków                          | [ 11 ] [ 12 ] |
| 2020                  | The Pale Horse                          | Tajemnica bladego Konia       | Mark Easterbrook                | miniserial telewizyjny               | [ 11 ] [ 12 ] |
| 2023                  | Kaleidoscope                            | Kalejdoskop                   | Roger Salas                     | miniserial telewizyjny               | [ 11 ] [ 12 ] |
| 2023                  | The Diplomat                            | Dyplomatka                    | Hal Wyler                       |                                      | [ 11 ] [ 12 ] |

| Teatr     |                  |                |                                           |       |        |
| Rok       | Tytuł oryginalny | Rola           | Miejsce                                   | Uwagi | Źr     |
| 1993      | Arcadia          | Septimus Hodge | Lyttelton Theatre, Royal National Theatre |       | [ 13 ] |
| 1995      | Translations     | Owen           | Plymouth Theatre, Nowy Jork, Nowy Jork    |       | [ 13 ] |
| 2006–2007 | Rock ’n’ Roll    | Jan            | The Royal Court Theatre, Londyn           |       | [ 13 ] |
| 2007–2008 | Rock ’n’ Roll    | Jan            | Bernard B. Jacobs Theatre, Broadway       |       | [ 13 ] |
| 2013      | Old Times        | Deeley         | Harold Pinter Theatre, Londyn             |       | [ 13 ] |
| 2015      | Closer           | Larry          | Donmar Warehouse, Londyn                  |       | [ 13 ] |